# Nederlandse Gasunie

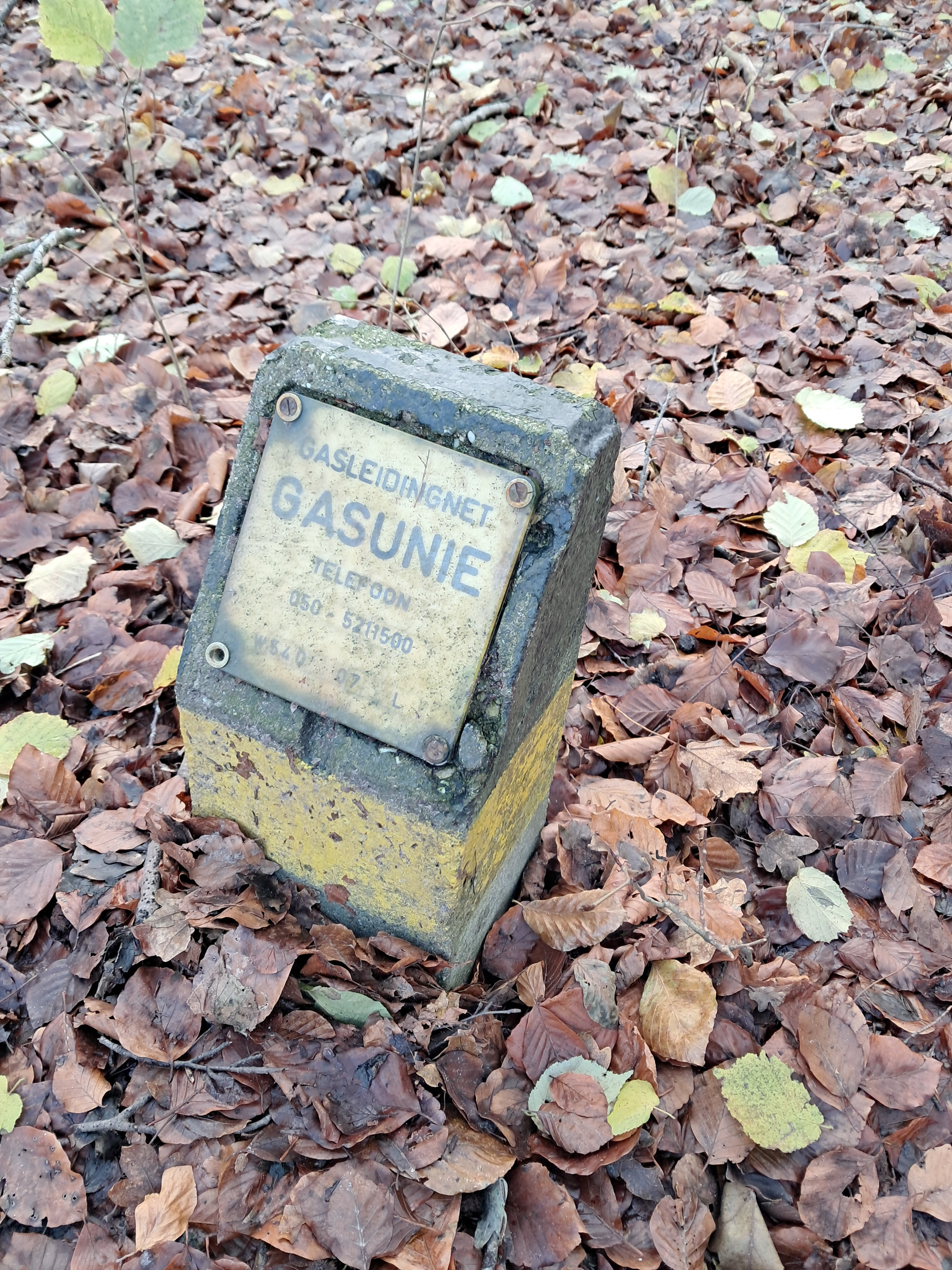
Merkteken Gasunie in Amsterdamse Bos

De N.V. Nederlandse Gasunie is het overheidsbedrijf dat de zorg draagt voor het transport van het Nederlandse aardgas.
Gasunie is opgericht in 1963 en is een naamloze vennootschap, die 100% eigendom is van de Nederlandse Staat (vertegenwoordigd door het Ministerie van Financiën). Gasunies netwerk bestaat uit ruim 15.500 kilometer pijpleidingen in Nederland en Duitsland, aansluitingen op (inter)nationale pijpleidingsystemen en honderden installaties, waaronder een lng-installatie (peakshaver), ondergrondse gasopslag zoals in Zuidwending en twee importterminals voor vloeibaar aardgas, de Gate terminal en EemsEnergyTerminal.
Gasunie heeft twee dochters die het gastransportnet beheren. In Duitsland is dit Gasunie Deutschland en in Nederland is dit Gasunie Transport Services (GTS). GTS is de beheerder van het landelijk gastransportnet in Nederland. Gasunie is tevens oprichter van Vertogas, de certificeringsinstantie voor groen gas.
TenneT is de vergelijkbare Nederlandse organisatie voor het transport van elektriciteit.

## Geschiedenis
In 1959 werd door de Nederlandse Aardolie Maatschappij (NAM) aardgas gevonden in Groningen bij Slochteren. De productie uit dit veld kwam op gang in 1963. De Nederlandse Gasunie werd in datzelfde jaar opgericht als verkooporganisatie van het Nederlandse aardgas. In een periode van 10 jaar bouwde de Gasunie een groot gas transportnetwerk, waarvan de eerste locatie in Scheveningen werd gebouwd. Na deze bouwperiode waren bijna alle Nederlandse huishoudens op het gasnet aangesloten en belangrijke exportcontracten afgesloten met Duitsland, België, Frankrijk, Zwitserland en Italië.
Op 9 juli 1963 besloot de directie – met tegenzin en onder grote politieke druk – definitief dat het hoofdkantoor in de stad Groningen zou worden gevestigd. Het zou echter nog tot 1968 duren voor dat ook daadwerkelijk gebeurde. De Gasunie is sinds 1994 gevestigd in het Gasuniegebouw aan de zuidwest kant van de stad, ingeklemd tussen de A7, de westelijke rondweg en de voormalige paardenrenbaan in het Stadspark.
De Europese Unie was al vele jaren bezig met de liberalisering van de Europese gasmarkt. Een van de onderdelen is het bewerkstelligen van een onafhankelijk gastransportnet, waar iedere aanbieder gelijke kansen heeft om gas naar de markt te brengen en de concurrentie op die markt te bevorderen. Hiervoor zijn Europese richtlijnen opgesteld. Als gevolg hiervan is sinds 1 juli 2005 het gashandelsbedrijf GasTerra afgesplitst van Gasunie. Voortaan houdt de N.V. Nederlandse Gasunie zich bezig met het transport en de opslag van aardgas en GasTerra met de gaslevering en -handel. Bij de splitsing in 2005 zijn Shell, ExxonMobil en Energie Beheer Nederland uit de Gasunie getreden en heeft de Staat de volledige eigendom verworven.

## Activiteiten

### Aardgas
Gasunies hoofdtaak is het besturen, onderhouden en aanpassen (renovatie en nieuwbouw) van het gastransportsysteem. Gasunie heeft de activiteiten gesplitst in drie hoofddivisies:
1. Gereguleerd Netbeheer Nederland en Duitsland: faciliteert gastransportdiensten. De belangrijkste diensten worden verricht door Gas Transport Services (GTS), de landelijke beheerder van het gasnetwerk. Daarnaast inventariseert deze divisie de toekomstige behoefte aan transportcapaciteit;
2. Bouw, Beheer en Onderhoud: helpt bij de voorbereiding en uitvoering van nieuwbouw projecten en onderhoud;
3. Deelnemingen & Ontwikkeling: is verantwoordelijk voor het ontwikkelen van nieuwe gasstromen naar Noordwest-Europa via lng-terminals en lange afstandspijpleidingen.

Het bedrijf is eigenaar van en beheert een van de grootste gasleidingnetwerken in Europa (ruim 15.500 kilometer), waarvan circa 12.000 km in Nederland. Op 1 juli 2008 breidde Gasunie haar gastransportnetwerk fors uit door de aankoop van BEB Erdgas in Duitsland. Hiermee kreeg het bedrijf de beschikking over 3500 km pijpleiding in Noord-Duitsland, zich uitstrekkend van de Nederlandse grens tot aan Berlijn. Het overgenomen netwerk heeft bovendien aansluitingen op netwerken uit Noorwegen en Rusland en transporteert per jaar 30 miljard m³ aardgas. De Gasunie nam ook de 150 werknemers van BEB over.
In april 2022 heeft Gasunie voor een periode van vijf jaar een tanker ingehuurd om ladingen vloeibaar aardgas (lng) om te zetten in gasvorm, waarna het in het Nederlandse gasnet kan worden gepompt. Een maand later volgde een tweede contract voor een vergelijke schip, ook voor de periode van vijf jaar. De twee kunnen in het ruim vloeibaar gas opslaan en naargelang de behoefte het gas leveren. Beide installaties zijn in september 2022 in bedrijf en met deze capaciteit wordt de afhankelijkheid van Russisch aardgas gereduceerd. De twee schepen, van Exmar en New Fortress Energy, liggen in de Eemshaven bij de EemsEnergyTerminal en kunnen samen 8 miljard m³ aardgas leveren. Vanaf 1 oktober 2023 is Vopak aandeelhouder geworden met een belang van 50% en wordt de terminal door beiden beheerd. Gasunie is al jaren mede-eigenaar, met Vopak als partner, van de Gate terminal in Rotterdam, een vergelijkbare installatie maar dan op het land.
In 2023 stroomde er 65 miljard m³ aardgas door het netwerk. Hiervan kwam 55% binnen via pijplijnen uit het buitenland binnen en de rest als lng. Via de Gate terminal kwam 14 miljard m³ het land in en via de EemsEnergyTerminal zo'n 6 miljard m³. Het geleverde gas had voor iets meer dan de helft een Nederlandse bestemming.

### Overige energietransport
In september 2019 werd bekend dat Gasunie twee leidingen gaat ontwikkelen op basis van onafhankelijk warmtetransportbeheer. De leidingen worden aangelegd voor het transport van warmte vanuit de haven van Rotterdam naar de regio Den Haag. Gasunie neemt dit project over van Eneco. De warmtetransportleiding wordt een gereguleerd transportnet waarop verschillende aanbieders van bronnen en vragers van warmte op basis van transparante voorwaarden kunnen aansluiten, met Gasunie als onafhankelijk beheerder. In Zuid-Holland kan met de aanleg van een regionaal warmtenet de CO2 uitstoot worden gereduceerd.
In het kader van de energietransitie houdt de Gasunie zich ook bezig met waterstof. Dochtermaatschappij Hynetwork Services gaat groene waterstof transporteren naar industriële eindgebruikers, deels door overbodig geworden gasleidingen.
Gasunie werkt, met partners, aan vier grote CO2-afvang en -opslag-projecten, Porthos, Aramis, CO next en Delta Rhine Corridor (DRC). Met de aanleg van Porthos wordt in 2024 begonnen en zal naar verwachting in 2026 gereed komen..

### Resultaten
De omzet is in 2011 gestegen door de ingebruikname van de ondergrondse gasopslag bij Zuidwending, de Gate terminal en de uitbreiding van het Nederlandse gastransportnetwerk. Het verlies van € 602 miljoen is vooral veroorzaakt door opgelegde aanpassingen van de tarieven door de toezichthouders. Deze verlagingen hebben geleid tot een afwaardering van € 900 miljoen, waarvan € 221 miljoen op het gastransportnetwerk in Nederland en € 679 miljoen aan goodwill. In Duitsland werd om vergelijkbare redenen een afboeking gedaan van € 400 miljoen waarmee het totaal aan bijzondere afwaarderingen is gekomen op € 1300 miljoen. Het bestuur heeft besloten geen dividend uit te keren.
In 2016 daalde de winst naar € 183 miljoen. Hiervan was € 450 miljoen een gevolg van extra afschrijving op de bezittingen nadat toezichthouder Autoriteit Consument en Markt (ACM) de tarieven voor de periode 2017-2021 had verlaagd. Zonder deze bijzondere last kwam de winst uit op € 521 miljoen.
In 2022 besloot Gasunie de waarde van het belang in de Nord Stream gasleiding tot nul af te schrijven. Na de explosies op 26 september 2022 zijn beide transportleidingen niet meer bruikbaar. Per jaarultimo 2021 stond de waarde van dit belang voor € 508 miljoen op de balans en eind 2022 werd dit belang tot nul afgewaardeerd.
Hieronder een overzicht van financiële en operationele gegevens van de Gasunie sinds 2004.
| Jaar | Omzet         | Bedrijfs- resultaat | Netto- resultaat | Uitgekeerd dividend | Transport Gasunie (× miljarden m³) (idem in TWh) | Idem Gasunie Deutschland (× miljarden m³) (idem in TWh) |
| Jaar | (× € miljoen) | (× € miljoen)       | (× € miljoen)    | (× € miljoen)       | Transport Gasunie (× miljarden m³) (idem in TWh) | Idem Gasunie Deutschland (× miljarden m³) (idem in TWh) |
| ---- | ------------- | ------------------- | ---------------- | ------------------- | ------------------------------------------------ | ------------------------------------------------------- |
| 2004 | 1418          |                     | 447              |                     | 97                                               |                                                         |
| 2005 | 1277          |                     | 431              |                     | 95                                               |                                                         |
| 2006 | 1251          |                     | 383              |                     | 96                                               |                                                         |
| 2007 | 1319          |                     | 435              |                     | 96                                               |                                                         |
| 2008 | 1506          |                     | 394              | 296                 | 108                                              | 9                                                       |
| 2009 | 1669          |                     | 122              | 416                 | 99                                               | 24                                                      |
| 2010 | 1523          | 726                 | 454              | 182                 | 111                                              | 24                                                      |
| 2011 | 1726          | 860                 | −602             | 0                   | 102                                              | 24                                                      |
| 2012 | 1506          | 672                 | 359              | 215                 | 105                                              | 24                                                      |
| 2013 | 1527          | 798                 | 464              | 325                 | 116                                              | 24                                                      |
| 2014 | 1651          | 893                 | 603              | 362                 | 100 (976)                                        | 26 (257)                                                |
| 2015 | 1631          | 786                 | 553              | 332                 | 96 (926)                                         | 25 (244)                                                |
| 2016 | 1548          | 733                 | 183              | 110                 | 98 (971)                                         | 27 (265)                                                |
| 2017 | 1241          | 448                 | 259              | 259                 | 98 (960)                                         | 26 (253)                                                |
| 2018 | 1247          | 413                 | 325              | 228                 | 96 (939)                                         | 20 (197)                                                |
| 2019 | 1278          | 504                 | 412              | 288                 |                                                  |                                                         |
| 2020 | 1372          | 859                 | 600              | 262                 | 79 (834)                                         | 26 (250)                                                |
| 2021 | 1862          | 415                 | 311              | 218                 | 79 (841)                                         | 27 (267)                                                |
| 2022 | 2258          | 729                 | 555              | 200                 | 74 (784)                                         | 33 (324)                                                |
| 2023 | 2061          | 615                 | 483              | 266                 | 65 (701)                                         | 28 (272)                                                |

## Regulering
De activiteiten van de Gasunie zijn grotendeels gereguleerd. In 2022 was 85% van de omzet afkomstig van gereguleerde activiteiten.

### Nederland
Bij de wet geregeld, is Gasunie een monopolist; zij beheert als enige het Nederlandse gasnet. Voor de vaststelling van haar tarieven heeft de overheid de Nederlandse Mededingingsautoriteit ofwel de NMa Energiekamer als toezichthouder aangewezen. De NMa bepaalt via zogenaamde Methodebesluiten de hoogte van de tarieven die Nederlandse netbeheerder Gasunie Transport Services (GTS) in rekening mag brengen. Tussen toezichthouder en Gasunies GTS bestaat een spanningsveld. Voor de uitvoering van haar taak wil GTS een netwerk van hoge kwaliteit en met voldoende capaciteit. De NMa Energiekamer toetst, onder andere, de investeringsvoorstellen op noodzaak en de organisatie van GTS op efficiency. Er is overleg tussen beide partijen, maar het is de toezichthouder die beslist over de tarieven die GTS in rekening mag brengen. Deze structuur is in Europa niet uniek; onder andere Italië, Spanje en het Verenigd Koninkrijk kennen vergelijkbare regelingen. Een belangrijk verschil met deze drie Europese landen is wel, dat de aandelen van de netbeheerders in private handen zijn; in Nederland is de Staat de enige aandeelhouder.
In juni 2010 vernietigde het College van Beroep voor het bedrijfsleven de methodebesluiten die betrekking hadden op de periode 2009-2012. Verder constateerde het college dat de NMa ten onrechte geen vergelijkbaar besluit had genomen voor de vaststelling van de tarieven voor de jaren 2006-2008. In augustus 2011 heeft de NMa de nieuwe methodebesluiten vastgesteld. Met terugwerkende kracht voor de periode 2006-2009 en voor de periode 2010-2013. Deze regels baseren zich op een fors lagere waarde van het bestaande Nederlandse gasnet waardoor de tarieven van GTS lager uitkomen. GTS heeft, net als andere belanghebbenden, in november 2011 hiertegen beroep aangetekend. Op basis van een taxatie van de financiële consequenties nam de Gasunie een buitengewone afschrijving van € 900 miljoen in het eerste halfjaar van 2011: € 221 miljoen afwaardering van het transportnetwerk in Nederland en € 679 miljoen goodwill. Deze afboeking kan verder stijgen tot zo’n € 1,7 miljard als de tarieven vanaf begin 2006 moeten worden verlaagd. Als gevolg van de methodebesluiten moet Gasunie in de komende twee jaar € 400 miljoen aan de gebruikers (energiebedrijven en industrie) van het net terugbetalen. GTS zal dit bedrag verrekenen met de kosten voor het gastransport in de komende twee jaar.

### Duitsland
In Duitsland heeft Gasunie te maken met de Bundesnetzagentur (BnetzA) als toezichthouder. Kort na de overname van het Duitse gasnet in 2008 verlaagde de Duitse toezichthouder de tarieven. Met de nieuwe tarieven kan een rendement op de investering worden behaald van 3%. Dit is veel lager dan verwacht en de Gasunie nam in 2009 een buitengewone last door € 570 miljoen af te schrijven op het Duitse netwerk. Exclusief deze bijzondere afboeking bedroeg de winst over 2009 € 555 miljoen. De lagere winst over 2010 ten opzichte van het jaar ervoor was het gevolg van teruglopende transportopbrengsten vanwege lagere toegestane tarieven die de toezichthouders hadden bepaald. Dit drukte de omzet en het rendement van de netbeheerder.

## Recent afgeronde grote projecten

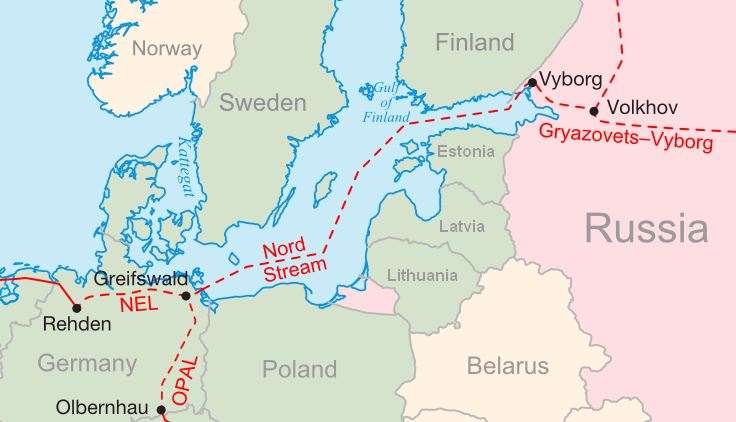
Ligging Nord Stream- en NEL-pijpleiding

- In 2008 is Gasunie gestart met de werkzaamheden voor additionele transportcapaciteit van Groningen naar Zuidoost en Zuidwest Nederland. Het grootste deel van de uitbreidingen ligt naast bestaande gasleidingen. In totaal is 450 kilometer leiding aangelegd en zijn er enkele compressorstations bijgebouwd. Het betrof een totale investering van ongeveer € 1,5 miljard en werd in 2012 afgerond;[13]
- Het bedrijf heeft een belang van 9% in de Nord Stream-zeepijpleiding. De 1224 kilometer lange leiding transporteert gas van Vyborg (Rusland) naar Greifswald in de Duitse deelstaat Mecklenburg-Voor-Pommeren en loopt over de bodem van de Oostzee. In juni 2010 is Gaz de France Suez als vijfde aandeelhouder toegetreden. Deze Franse energiereus heeft ook een aandelenbelang van 9%. In 2010 is met de bouw gestart en per eind 2010 was al meer dan twee derde van de pijpleiding aangelegd. Op 8 november 2011 werd de pijpleiding officieel in gebruik genomen. De tweede parallelle pijpleiding werd op 8 oktober 2012 officieel in gebruik genomen. De kosten van het hele project zijn uitgekomen op € 7,4 miljard, in lijn met de verwachtingen;[14] In 2022 zijn beide pijpleidingen opgeblazen en niet meer bruikbaar. Gasunie heeft de waarde van het belang in Nord Stream tot nul afgeschreven in dit boekjaar.
- In 2011 is de capaciteit van de BBL-pijpleiding met het Verenigd Koninkrijk met 3,2 miljard vergroot door een extra – vierde – compressor bij te plaatsen. De capaciteit was 15 miljard m³ per jaar en is ruim 18 miljard m³ geworden. Gasunie had een belang van 60% in BBL Company, maar heeft dit op 15 mei 2023 verhoogd naar 75%;
- In januari 2011 is de ondergrondse aardgasbuffer Zuidwending bij Veendam in gebruik genomen.[15] Hier zijn vijf zoutcavernes elk met een capaciteit van 0,5 miljard m³. In 2009 had Gasunie het 50% belang van Nuon in dit project overgenomen. In oktober 2013 is de laatste en vijfde caverne gereed gekomen.
- De bouw van de eerste lng-importterminal in Rotterdam, in samenwerking met het Rotterdamse olie opslagbedrijf Vopak. In 2008 is met de bouw van de Gate terminal gestart en werd in september 2011 in gebruik genomen. De terminal bestaat uit drie tanks met een totale opslagcapaciteit van 540.000 m³ vloeibaar gas, equivalent aan een doorzet van 12 miljard m³ gas op jaarbasis. Er wordt gebouwd aan een verdere uitbreiding van de capaciteit tot 16 miljard m³ en deze vierde tank kan in het tweede halfjaar 2026 in bedrijf komen. Vopak en Gasunie hebben elk 50% van de aandelen;
- Gasunie is projectuitvoerder en toekomstig beheerder van de lng terminal in Brunsbüttel die naar vanaf jaareinde 2026 jaarlijks zo'n 10 miljard m³ aardgas kan hervergassen en aan het Duitse net leveren. De investeringen bedragen € 1,3 miljard en worden gedragen door de drie partners: Kreditanstalt für Wiederaufbau (KfW) namens de Duitse overheid (belang: 50%), RWE (10%) en Gasunie (40%). Op 27 februari 2022 had Bondskanselier Olaf Scholz de snelle bouw aangekondigd van twee lng-terminals, deze en bij Wilhelmshaven, als reactie op de Russische invasie van Oekraïne in 2022 om de afhankelijkheid van Russisch aardgas te verminderen.[16]

### Title Transfer Facility
Gasunie speelt een belangrijke rol bij het bevorderen van de marktwerking. Gasunie is grootaandeelhouder in de Title Transfer Facility (TTF), dit is een handelsplatform waar vraag en aanbod van gas bij elkaar wordt gebracht. In 2023 vond ongeveer 80% van de Europese gashandel plaats op TTF. De gashandel op TTF kent twee routes: waarbij gas rechtstreeks bij een wederpartij wordt ingekocht (dit is over-the-counter (OTC)) of waarbij de beurs de centrale wederpartij voor alle handelaren is.